# Кондраєць
Кондраєць (пол. Kondrajec) — село в Польщі, у гміні Сохоцин Плонського повіту Мазовецького воєводства.
Населення — 277 осіб (2011).
У 1975-1998 роках село належало до Цехановського воєводства.

## Демографія
Демографічна структура станом на 31 березня 2011 року:
|          | Загалом | Допрацездатний вік | Працездатний вік | Постпрацездатний вік |
| -------- | ------- | ------------------ | ---------------- | -------------------- |
| Чоловіки | 142     | 30                 | 93               | 19                   |
| Жінки    | 135     | 22                 | 84               | 29                   |
| Разом    | 277     | 52                 | 177              | 48                   |